# Почётный знак моторизованной пехотной бригады «Железный Волк»
Почётный знак моторизованной пехотной бригады «Железный Волк» (лит. Motorizuotosios pėstininkų brigados «Geležinis Vilkas» garbės ženklas) — ведомственная награда Литовской Республики. Учреждена в 1993 году. Вручается Министерством охраны края Литвы особо отличившимся военнослужащим моторизованной пехотной бригады «Железный волк».

## История
Почётный знак «Железный Волк» моторизованной пехотной бригады Войска литовского «Железный Волк» был учреждён 27 октября 1993 года приказом Nr. 1071. Вручение знака было приостановлено 28 декабря 1999 года приказом Nr. 1492, но с 18 декабря 2003 года приказом Nr. V-1357 знак был возобновлён и снова вручается.